# Thymelicus leonina
Espèce
Thymelicus leonina est une espèce de lépidoptères (papillons) de la famille des Hesperiidae, de la sous-famille des Hesperiinae et du genre Thymelicus.

## Dénomination
Thymelicus leonina a été nommé par Butler en 1878.

### Sous-espèces
- Thymelicus leonina leonina
- Thymelicus leonina hamadakohi Fujioka, 1993, présent au Japon (île Kashima)
- Thymelicus leonina tatsius Evans

## Description
C'est un petit papillon au dessus orange largement bordé de marron et aux veines marron bien visibles.

## Biologie

### Plantes hôtes
Les plantes hôtes de sa chenille sont des Poaceae (graminées) : Agropyron, Brachypodium, Bromus.

## Écologie et distribution
Thymelicus leonina réside dans l'est et le sud de l'Asie, en Chine, en Corée et au Japon,.

### Protection
Pas de statut de protection particulier.